# Carol de Valois
Carol de Valois (în franceză Charles de Valois; n. 12 martie 1270 – d. 16 decembrie 1325) a fost al patrulea fiu al regelui Filip al III-lea al Franței și al reginei Isabela de Aragon. A fost membru al Casei de Capet. El a fondat Casa de Valois primind titlul de Conte de Valois în 1284, nou creat de tatăl său (sub numele Charles I), iar în 1290 a primit titlul de Conte de Anjou ca urmare a căsătoriei cu Margareta de Anjou.

## Copilărie și familie
Carol a fost al patrulea fiu al Prințului Philippe de France și al Isabelle d'Aragon. Cei trei frați mai mari au fost: Louis, Filip și Robert. Tatăl său însoțit de bunicul său, regele Ludovic al IX-lea, au plecat în a opta Cruciadă. Câteva luni mai târziu, în august 1270, regele a murit lăsând tronul lui Filip al III-lea, care s-a întors în Franța. Pe drumul de întoarcere, regina Isabella de Aragon, a murit în ianuarie 1271, după ce a căzut de pe cal, lăsându-l pe Carol și pe frații săi orfani.
Fratele său cel mare, Louis, a murit în 1276, ceea ce l-a făcut pe fratele său Filip moștenitor al tronului. Celălalt frate al lor, Robert, a murit în același an. Între timp, Filip al III-lea s-a recăsătorit cu Maria de Brabant, cu care a avut trei copii: Louis, viitorul conte d'Évreux, Margareta care se va căsători cu Eduard I al Angliei și Blanche care se va căsători cu Rudolf I al Boemiei.